# حمید قدس
پروفسور حمید قدس در سال ۱۳۱۷ و در شهر سمنان زاده شد. پس از خاتمه تحصیلات پزشکی در ایران برای گذراندن دوره تخصصی به انگلستان رفت و از آن هنگام تا کنون در مقام‌های کلیدی اجرایی و آموزشی در مراکز معتبر جهان فعالیت داشته‌است.
پروفسور قدس در طول مدت فعالیت علمی، آموزشی و پژوهشی خود متجاوز از ۳۵۰ مقاله و کتاب به رشته تحریردر آورده‌است و در سال ۲۰۰۴ جایزه مقالات پسیکوفاماکولوژیک مجله روان پزشکی بریتانیا را به خود اختصاص داد.
همچنین علاوه بر تدریس و استادی دانشگاه سنت جرج لندن، عضو و رئیس سابق هیئت بین‌المللی کنترل مواد مخدر سازمان ملل متحد می‌باشد. هیئت بین‌المللی کنترل مواد مخدر، نهاد سازمان ملل متحد برای نظارت بر اجرای کنوانسیون‌های بین‌المللی مرتبط با مواد مخدر است.

پروفسور حمید قدس از سال ۱۹۹۲میلادی عضو هیئت بین‌المللی کنترل مواد مخدر بوده و در چندین دوره به عضویت این هیئت انتخاب شده و ریاست آن را بر عهده داشته‌است.
او در ۲۷ دسامبر ۲۰۱۲ در لندن در گذشت و در ۲۸ دسامبر در دانشگاه سنت جورج به خاک سپرده شد.